# نباهة تشهره
نَباهة تشهره (بالتركية: Nebahat Çehre)‏ ولدت في تركيا 15 مارس 1945، واسمها الكامل هلال نباهة تشهره، هي ملكة جمال تركيا سابقاً وممثلة سينمائية وتليفزيونية من أصل جورجي. ارتبط اسمها بالمخرج العالمي يلماز غوناي، وعرفها المشاهد العربي لدورها في مسلسل مسلسل حريم السلطان حيث أدت دور السلطانة حفصة والدة سليمان القانوني.

## بداية حياتها وعائلتها
هلال نباهت تشهره، ولدت لعائلة من جورجيا، في 15 مارس 1944، في سامسون، وهي مدينة تقع على البحر الأسود في شمال تركيا. هي من أصل جورجي الأب وأم لازية.
كان والدها عزت تشهره مقاول بناء، وكانت والدتها مزيين تشهره ربة منزل. بعد وفاة والدها بسبب نوبة قلبية، انتقلت نباهت تشهره مع عائلتها من سامسون إلى إسطنبول، أكبر مدينة في تركيا، عندما كانت نباهت في الخامسة من عمرها. في إسطنبول، تزوجت والدة تشهره الأرملة مزيين للمرة الثانية من قاضٍ، ثم طلقت في عام 1956، وتزوجت للمرة الثالثة من الصحفي جاهد بويراز في أوائل الستينيات.
وبينما كانت تتذكر طفولتها في المقابلات، وصفت نفسها بأنها كانت فتاة صغيرة خجولة للغاية ومذهلة. وذكرت أيضًا أنها تأثرت بالوفاة المبكرة وغياب والدها عندما كانت لا تزال صغيرة جدًا، وأنها وجدت صعوبة في قبول زواج والدتها مرة أخرى. كبرت تشهرة لتتخرج من فاتح كيز أورتا أوغلو وفاتح أكشام كيز سانات أوغلو.
لدى تشهرة أخ غير شقيق أكبر منها، نايل تشهرة (الذي ولد من علاقة سابقة لعزت تشهرة)، وأخ أصغر يدعى أورهان تشهرة، وكذلك أخ غير شقيق أصغر، طيار يلدز، من زواج والدتها الثاني.

## التمثيل
ومرت الايام والسنين وعاشوا في فقر وظروف صعبة .. وكبرت نبهات وسار عمرها 15 سنة وكانت نبهات داييم تفكر بالظروف الصعبة اللي هم فيها من سنواااات وقالت انها لازم تعوض والدتها عن كل اللي عاشته وتكون هي الشخص اللي راح يغير حياتهم وينتشلهم من الفقر رغم انها تعتبر لسه صغيرة
وبدون مقدمات قررت نبهات انها تاخذ اول خطوة وشاركت في مسابقة ملكة جمال تركيا ولحسن الحظ انه تم اختيارها وطُلب منها انها تمثيل تركيا في مسابقة ملكة جمال العالم في لندن ! وكان الموضوع لها اشبه بصدمه انه كيييف ضبط الموضوع معها واختاروها !
بس هي فعلاً في شبابها تهبببل و جمالها مُلفت فما ترددوا انهم يختارونها ابداً لان جمالها مميز
ومشاركتها في مسابقة ملكة جمال العالم فتحت لها افاااق واسعة في تركيا وبعدها كثييير شركات اختاروها في الدعايات الاعلانية وكثيير اختاروها للمشاركة في المسرحيات
رغم ان "نبهات" ما كان عندها اي نية لدخول التمثيل ابداً وكانت تبغى الشهرة وفقط عشان تطلع منها دخل .. إلا انها نجحت ! ولما جربت التمثيل في المسرحيات اكتشفت انها عندها موهبة مدفونة لازم تطلعها
وفي عام 1962 ولما سار عمرها 18 سنة شاركت لأول مره في مسلسل تلفزيوني اسمه "الوردة البرية"
وبعد ما انتهوا من تصوير المسلسل وتم عرضه ..
صرحت "نبهات" ان الشخصية اللي تم اختيارها لها في المسلسل ما عجبتها ابداً لأنها كانت شخصية بنت غنية ومدللة وكانت تحس ان هالشيء ما كان يمثلها بالواقع ولا قد عاشته من قبل واللي ازعجها اكثر هو انها اخذت هذا الدور في اول ظهور لها بس وافقت عشان الفلوس

## روابط خارجية
- نباهة تشهره على موقع IMDb (الإنجليزية)
- نباهة تشهره على موقع ألو سيني (الفرنسية)
- نباهة تشهره على موقع قاعدة بيانات الفيلم (الإنجليزية)
- نباهة تشهره على موقع كينوبويسك (الروسية)